# Anatolij Bondartschuk
Anatolij Bondartschuk (ukrainisch Анатолій Бондарчук, engl. Transkription Anatoliy Bondarchuk; russisch Анатолий Павлович Бондарчук, Anatoli Pawlowitsch Bondartschuk; * 31. Mai 1940 in Starokostjantyniw) ist ein ehemaliger ukrainischer Hammerwerfer, der für die Sowjetunion Olympiasieger wurde.
Der erste große internationale Erfolg für Bondartschuk war der Gewinn der Goldmedaille bei den Europameisterschaften 1969 in Athen; mit seiner Siegerweite übertraf er seinen eigenen Weltrekord, der bis 1971 Bestand hatte. Seinen Titel konnte er zwei Jahre später nicht verteidigen; er wurde bei den Europameisterschaften 1971 in Helsinki Dritter.
Im Jahr darauf konnte Bondartschuk dann den größten Erfolg seiner Karriere erringen: Er gewann die Goldmedaille bei den Olympischen Spielen 1972 in München. Bei den Spielen 1976 in Montreal platzierte er sich hinter seinem Schüler Jurij Sedych, der Olympiasieger wurde, auf dem dritten Rang.
Seine persönliche Bestweite aus dem Jahr 1976 beträgt 77,42 m. Nach seiner aktiven Karriere arbeitete Bondartschuk als Hammerwurftrainer für die Sowjetunion, Portugal und Kuwait.

## Erfolge
- 1969–70, 1971–72, Sowjetischer Meister
- 1969, Europameisterschaften Athen: Platz 1 (74,68 m) (WR)
- 1971, Europameisterschaften Helsinki: Platz 3 (71,40 m)
- 1972, Olympische Spiele München: Platz 1 (75,50 m) (OR)
- 1976, Olympische Spiele Montréal: Platz 3 (75,48 m)